# Hoji Fortuna
Hoji Fortuna, né le 4 septembre 1974, à Luanda, est un acteur angolais.

## Biographie
Il est né en 1974, à Luanda. Son père, fonctionnaire d'état, sera exécuté, conséquences de ses convictions politiques pendant la période de transition entre l’Independence de l’Angola et la guerre civile. Il vit en Angola jusqu'à ses dix-neuf ans.
En 1993, tout en suivant des études de droit à l'Université Agostinho Neto de Luanda, il travaille comme assistant au cabinet du Vice-ministre de la Justice angolaise. En 1994, un an après la mort de sa mère, il part à Coimbra au Portugal pour des études en administration locale. A cette époque, il commence à faire ses débuts sur scène en amateur. La guerre civile qui ravage son pays natal l'incite à rester au Portugal. Il reprend alors le droit à l'Université catholique portugaise de Lisbonne.
Il s'éloigne de ses études pour tenter sa chance dans une carrière artistique. Hoji Fortuna fait ses débuts devant la caméra, dans un film expérimental, en 1998, dirigé par Tiago Mesquita. En 2001, il participe à la télé-réalité O Bar da TV et en sort gagnant. Il devient ainsi le premier noir vainqueur de ce genre d'émission au Portugal. Il profite de sa notoriété pour présenter son propre one-man-show intitulé Humor Negro et apparaît dans plusieurs séries populaires comme : Sexappeal, Os Malucos do Riso, Morangos com Açúcar, Novos Malucos do Riso, etc.
En 2008, il part s'installer à New-York aux États-Unis où il joue plusieurs pièces de théâtre.
En 2010, il tourne son premier grand rôle dans Viva Riva ! de Djo Tunda Wa Munga. Son interprétation de l’inquiétant et impitoyable César lui permet de remporter le prix du meilleur acteur dans un rôle secondaire par l'Académie du cinéma africain, au Nigéria,.
Puis, on le voit notamment dans Meanwhile (en) de Hal Hartley et In the Morning de Nefertite Nguvu, mais aussi dans plusieurs courts-métrages. En 2014, il fait des apparitions dans la quatrième saison de la série Game of Thrones.
En 2017, il joue un rôle secondaire dans le film français La Vie de château de Modi Barry et Cédric Ido, aux côtés de Jacky Ido et Ralph Amoussou.

## Filmographie

### Cinéma

#### Longs métrages
- 2003 : Les Immortels d'António-Pedro Vasconcelos : Matateu
- 2010 : Viva Riva ! de Djo Tunda Wa Munga : César
- 2010 : Festival of Lights de Shundell Prasad : Monsieur Wright
- 2011 : Meanwhile (en) de Hal Hartley : Otis
- 2014 : In the Morning de Nefertite Nguvu : Ravi
- 2014 : Wilsonov de Tomás Masín : Bobby
- 2016 : Jan Masaryk, histoire d'une trahison (Masaryk) de Julius Ševčík : le docteur Sheldon
- 2017 : La Vie de château de Modi Barry et Cédric Ido : Fela
- 2024 : La Plateforme 2 de Galder Gaztelu-Urrutia : l'homme du niveau 52

#### Courts métrages
- 2010 : Code Name: Operation Black Thunder d'Edgar Jimz : Sam Malik
- 2013 : Afronauts de Nuotama Bodomo : N'koloso
- 2015 : Pink Dolphin de Nadia Menco et Lucie Tripon : seulement voix
- 2015 : Odlazak d'Ivana Kragic
- 2015 : Another Empty Space de Davi de Oliveira Pinheiro : le deuxième homme
- 2015 : One, If By Land... de Nandini Sikand : José Matado
- 2016 : Contained de Mamadou Dia : Abdou
- 2017 : Isabella de Qihong Wei : le docteur Grayling

### Télévision

#### Téléfilm
- 2005 : Joseph de Marc Angelo : le garde du corps de Leenhardt

#### Séries télévisées
- 2001 : O Bar da TV, émission de téléréalité d'Ediberto Lima
- 2002 : Sexappeal de João Maia et Paulo Rosa
- 2003 : O Crime Não Compensa d'Ediberto Lima et Aloysyo Filho
- 2004-2005 : Os Malucos do Riso de Jorge Marecos Duarte
- 2004 : Morangos com Açúcar, 25 épisodes
- 2005 : Malucos na Praia de Jorge Marecos Duarte
- 2005 : Malucos e Filhos de Jorge Queiroga
- 2005 : Fascínios, saison 1, épisode 52 : Jorge
- 2008 : Malucos no Hospital de Jorge Queiroga
- 2008 : A Outra, saison 1, épisode 137 : Guia
- 2009 : Novos Malucos do Riso de Jorge Queiroga
- 2009 : A Grande Remodelação, saison 1, épisode 13
  - A Grande Remodelação de Jorge Queiroga
- 2010 : Harlem 125 d'Awoye Timpo : Teddy
- 2011 : Pan Am, saison 1, épisode 13
  - Unscheduled Departure de Millicent Shelton : le docteur haïtien
- 2014 : Game of Thrones, saison 4 : figuration
- 2014 : A BIG Decision, saison 1, épisode 10 : Fidel Roberto

## Théâtre

### Comédien
- 2007 : A Filha Rebelde de José Pedro Castanheira, mise en scène Helena Pimenta, Théâtre Nationale D. Maria II (Lisbonne) : le cubain
- 2008 : A Time for Farewells de Damian Trasler, mise en scène John Broughton, au théâtre Estrela Hall (Lisbonne) : Alex
- 2008 : Recklessness d'Eugene O'Neil, mise en scène Henrique Malta, au théâtre Estrela Hall (Lisbonne) : Fred Burgess
- 2009 : Two Gentlemen of Verona de  William Shakespeare, mise en scène Ken Terrell, à l'American Theatre of Actors (New York) : Pantino
- 2009 : The Tale of the Allergist's Wife de Charles Busch, mise en scène Nick Brennan, au Queens Theatre in the Park (New York) : Mohamed
- 2009 : Young Pugilist d'Alonza Knowles, mise en scène Thierry Saintine, au Shooting Star Theatre (New York) : Révérend James
- 2010 : A Wound in Time de Stephanie Lynn Wilson, mise en scène de l’auteur, au Nuyorican Poets Cafe (New York) : Clinton Williams
- 2010 : Lucky de Karina Bes et Ferenc Zavaros, mise en scène Karina Bes, au La Guardia Performing Arts Center (New York) : Abduma

## Distinctions
- Africa Movie Academy Awards 2011 : meilleur second rôle masculin pour Viva Riva !